# 영광초등학교
영광초등학교는 대한민국 전라남도 영광군 영광읍 무령리에 있는 초등학교이다.

## 학교 연혁
- 1896년 11월 6일 영광공립소학교로 개교
- 1910년 6월 16일 영광공립보통학교로 개칭
- 1922년 8월 28일 현 위치(무령리)로 교사 이전
- 1938년 4월 1일 영광북공립심상소학교로 개칭[1]
- 1941년 4월 1일 영광북공립국민학교로 개칭[2]
- 1947년 11월 1일 영광북국민학교로 개칭
- 1950년 5월 1일 영광국민학교로 개칭
- 1964년 3월 1일 영광남국민학교 분리 이관
- 1996년 3월 1일 영광초등학교로 개칭[3]
- 1996년 11월 6일 개교 100주년 기념탑 건립
- 2004년 9월 1일 병설유치원 개원
- 2004년 9월 1일 묘량초등학교 통폐합
- 2011년 3월 1일 영광서초등학교 통폐합
- 2021년 1월 15일 제109회 졸업(142명, 19,801배출)
- 2021년 3월 1일 제33대 고선미 교장 부임

## 학교 상징
- 교화 - 철쭉 : 노력
- 교목 - 팽나무 : 전통
- 교색 - 녹색 : 창의

## 같이 보기
- 영광초등학교 축구단

## 참고 문헌
- 영광초등학교 - 한국교육학술정보원 학교알리미